# Шижма (приток Вятки)
Шижма — река в Кировской области России, левый приток Вятки (бассейн Волги). Устье реки находится в 430 км по левому берегу реки Вятки. Длина реки составляет 50 км. Площадь водосборного бассейна — 402 км². Высота истока — 163,0 м над уровнем моря. Высота устья — 80,2 м над уровнем моря.
На реке расположен райцентр Верхошижемского района посёлок Верхошижемье и село Зашижемье (Советский район).
Верховья реки расположены на отрогах Вятских Увалов, низовья на низменной пойме Вятки. Уклон реки 1,66 м на километре, скорость течения относительно высокая для региона — 0,4 м/с.
Исток реки в 2 км к северу от посёлка Верхошижемье. В самом посёлке на реке плотина и небольшая запруда. Ниже Верхошижемья река течёт на юго-запад, параллельно автодороге Киров — Советск. У села Зашижемье река поворачивает на запад и впадает в Вятку выше села Васильково. Ширина реки у устья составляет 20 метров.

## Притоки (км от устья)
- Половинка (лв)
- Липовка (14 км, пр)
- Нижняя Моховая (лв)
- Мутяна (пр)
- Талая (лв)
- Белая (пр)
- Норта (лв)
- Красная (30 км, пр)
- Лавра (лв)
- Ивеновка (пр)

## Данные водного реестра
По данным государственного водного реестра России относится к Камскому бассейновому округу, водохозяйственный участок реки — Вятка от города Котельнич до водомерного поста посёлка городского типа Аркуль, речной подбассейн реки — Вятка. Речной бассейн реки — Кама.
Код объекта в государственном водном реестре — 10010300412111100036276.